# 洽川
洽川，位于黄河中游秦、晋交界之处，合阳县县城以东23千米的洽川镇黄河二级台地上，距西安180千米，总面积176平方千米。洽川是目前中国最大的黄河湿地湖泊型风景名胜区，是陕西省5个国家重点风景名胜区之一。
洽川历史悠久，公元前21世纪夏启封支子于此地，称“有莘国”，简称莘国。《诗经》中的《周南·关雎》所描写的故事便发生于此。这里是周文王妃太姒的故里；五帝之一帝喾在此安葬；汉《合阳令曹全碑》就在此地出土。
风景区内的芦苇荡，面积达10万余亩，湿地栖息有丹顶鹤、黑鹳、大鸨、天鹅、苍鹭等珍稀鸟类72种。
景区有著名的“瀵泉七眼”，水温常年保持在30℃左右，富含铜、锶、硒等微量元素。其中“处女泉”最负盛名，水底泉眼无数，泉涌沙动，如绸纱拂身；“夏阳瀵”出水量位于洽川七瀵之首。
洽川物产丰富，蔬菜种植有数千年历史，盛产大葱、蒜、尖椒、枣和红萝卜等，还有荷塘湿地内的莲子等多种水产。